# 因纳塔尔
因纳塔尔（德語：Innerthal）是瑞士联邦施维茨州马尔希区的市镇。该市镇面积为50.22平方千米，海拔高度915米，2018年12月31日人口数为173。

## 地理
因納塔爾位在瓦吉塔萊爾湖畔，下游為韋吉塔勒河，最終注入蘇黎世湖。